# Erich Linemayr
Erich Linemayr (Linz, 24 de enero de 1933-4 de junio de 2016) fue un árbitro de fútbol austríaco. Es conocido por haber dirigido varios partidos en las Copas Mundiales de fútbol de 1974 y 1978.

## Biografía
Debutó como árbitro el 25 de septiembre de 1965 en un partido entre el Austria Salzburg y el Austria Viena por la quinta jornada de la Bundesliga de Austria de 1965-66.
El 11 de noviembre de 1970 dirigió su primer partido internacional, un encuentro entre Escocia y Dinamarca por la Clasificación a la Eurocopa de 1972.

## Partidos internacionales

### Clasificación UEFA para la Copa Mundial de fútbol

#### Alemania Federal 1974
| 27 de mayo de 1973 | Rumania        | 1:0 (0:0) | Alemania Oriental | Estadio Lia Manoliu, Bucarest                                        |                                                                      |
|                    | Dumitrache 53' |           |                   | Asistencia: 45.685 espectadores Árbitro(s): Erich Linemayr (Austria) | Asistencia: 45.685 espectadores Árbitro(s): Erich Linemayr (Austria) |

#### Argentina 1978
| 30 de marzo de 1977 | Irlanda   | 1:0 (0:0) | Francia | Lansdowne Road, Dublín                                               |                                                                      |
|                     | Brady 11' |           |         | Asistencia: 48.000 espectadores Árbitro(s): Erich Linemayr (Austria) | Asistencia: 48.000 espectadores Árbitro(s): Erich Linemayr (Austria) |

#### España 1982
| 23 de septiembre de 1981 | Rumania | 0:0 | Hungría | Estadio Lia Manoliu, Bucarest                                        |  |
|                          |         |     |         | Asistencia: 70.000 espectadores Árbitro(s): Erich Linemayr (Austria) |  |

### Copa Mundial de fútbol de 1974

#### Primera fase
| 23 de junio de 1974, 16:00 | Suecia                          | 3:0 (0:0) | Uruguay | Rheinstadion, Düsseldorf                                             |                                                                      |
|                            | Edstrom 46', 77' · Sandberg 74' | Reporte   |         | Asistencia: 28.300 espectadores Árbitro(s): Erich Linemayr (Austria) | Asistencia: 28.300 espectadores Árbitro(s): Erich Linemayr (Austria) |

#### Segunda fase
| 3 de julio de 1974, 17:00 | Polonia | 0:1 (0:0) | Alemania Federal | Waldstadion, Fráncfort                                               |                                                                      |
|                           |         | Reporte   | Müller 76'       | Asistencia: 62.000 espectadores Árbitro(s): Erich Linemayr (Austria) | Asistencia: 62.000 espectadores Árbitro(s): Erich Linemayr (Austria) |

### Copa Mundial de fútbol de 1978

#### Primera fase
| 11 de junio de 1978, 16:45                                                | Escocia                                | 3:2 (1:1) | Países Bajos                     | Estadio Ciudad de Mendoza, Mendoza                                   |                                                                      |
|                                                                           | Dalglish 44' · Gemmill 47' (pen.), 68' | Reporte   | Rensenbrink 34' (pen.) · Rep 71' | Asistencia: 35.130 espectadores Árbitro(s): Erich Linemayr (Austria) | Asistencia: 35.130 espectadores Árbitro(s): Erich Linemayr (Austria) |
| Rob Rensenbrink marca el gol número 1000 en la historia de los mundiales. |                                        |           |                                  |                                                                      |                                                                      |

### Eurocopa 1980

#### Primera fase
| 18 de junio de 1980, 17:45 | España          | 1:2 (0:1) | Inglaterra                  | Stadio San Paolo, Nápoles                                            |                                                                      |
|                            | Dani 48' (pen.) |           | Brooking 19' · Woodcock 61' | Asistencia: 14.440 espectadores Árbitro(s): Erich Linemayr (Austria) | Asistencia: 14.440 espectadores Árbitro(s): Erich Linemayr (Austria) |

#### Definición del tercer puesto
| 21 de junio de 1980, 20:30 | Italia                                                                                     | 1:1 (0:0) (8:9 p.)         | Checoslovaquia                                                                  | Stadio San Paolo, Nápoles                                            |                                                                      |
|                            | Graziani 73'                                                                               |                            | Jurkemik 54'                                                                    | Asistencia: 24.652 espectadores Árbitro(s): Erich Linemayr (Austria) | Asistencia: 24.652 espectadores Árbitro(s): Erich Linemayr (Austria) |
|                            |                                                                                            | Tiros desde el punto penal |                                                                                 |                                                                      |                                                                      |
|                            | Causio · Altobelli · Baresi · Cabrini · Benetti · Graziani · Scirea · Tardelli · Collovati |                            | Masný · Nehoda · Ondruš · Jurkemic · Panenka · Gögh · Gajdůšek · Kozák · Barmoš |                                                                      |                                                                      |